# Міка Біерет
Міка Мілес Біерет (дан. Mika Miles Biereth; нар. 8 лютого 2003, Лондон, Велика Британія) — данський футболіст, нападник клубу «Монако».

## Біографія
Міка Буерет народився у Лондоні в інтернаціональній родині. Батько футболіста дансько - німецького походження, а мама - боснійка.

## Ігрова кар'єра

### Клубна
Міка Біерет є вихованцем академії лондонського клубу «Фулгем», з якої у 2021 році він перейшов до іншого столичного клубу — «Арсеналу». 30 липня 2021 року футболіст підписав з „канонірами“ свій перший професійний контракт.
Показуючи результативну гру, тим не менше Біерет не мав шансів на місце в основі «Арсенала» і з сезону 2022/23 відправився в оренду у нідерландський клуб Ередивізі «Валвейк». Наступний сезон футболіст також розпочав в оренді. Цього разу його клубом став шотландський «Мотервелл».
У Шотландії футболіст відіграв лише до зими, а другу половину сезону провів у австрійському «Штурмі», з яким став чемпіоном Австрії.
У січні 2025 року Біерет перейшов до клубу «Монако», з яким підписав контракт на чотири з половиною роки. Вже у третій грі чемпіонату Франції 1 лютого 2025 року форвард відзначився хет-триком у воротах «Осера». 15 лютого Міка записав до активу другий хет-трик в матчі проти «Нанта». 28 лютого данець оформив третій хет-трик у сезоні в переможній грі 3–0 проти «Реймса».

### Збірна
З 2023 року Міка Біерет захищав кольори молодіжної збірної Данії.

## Титули
Штурм
 Чемпіон Австрії: 2023/24
 Володар Кубка Австрії: 2023/24